# Francisco de Barros Júnior
Francisco Carvalho de Barros Júnior (Campinas, 14 de dezembro de 1883 — 19 de setembro de 1969) foi um professor, escritor e naturalista brasileiro que ganhou em 1961 o Prêmio Jabuti de Literatura.[carece de fontes?]
Francisco Carvalho de Barros Júnior, patrono da cadeira n° 16 da Academia Jundiaiense de Letras, colaborou em vários jornais e revistas e foi o autor da série Caçando e Pescando Por Todo o Brasil, um relato de viagens pelo Brasil na primeira metade do século XX, descrevendo diversos aspectos das regiões visitadas (entre outros botânica, animais e populações caboclas e indígenas).

## Biografia
Após o curso primário, Francisco seguiu para Portugal onde estudou com os padres jesuítas no Colégio de Campolide, freguesia portuguesa do concelho de Lisboa.
Depois de Campolide, ele passou para a Universidade de Coimbra, mas não terminou o curso. Foi para a França, em estudos, voltou a Portugal e de lá retornou ao Brasil. Chegando em Campinas, foi solicitador e lecionou Latim. Foi professor do Liceu de Artes e Ofícios de Campinas.
Passou a representar comercialmente uma empresa europeia de apetrechos de caça e pesca o que o levou a viajar por quase todo o Brasil. Foi colaborador do jornal "Comércio de Campinas", da "Folha da Manhã", da revista "Caça e Pesca" e de outros periódicos. Graças a seu espírito observador e amor à Natureza, pôde entrelaçar em suas várias obras notas históricas e técnicas, em estilo e linguagem próprios para jovens leitores.
Casou-se com Maria Rita de Albuquerque, de tradicional família campineira. Teve oito filhos, apenas quatro sobreviveram: Wanda, Iris, Oswaldo e Celso.
Era filho de Francisco de Carvalho Barros e Maria José Oliveira de Campos Salles. Barros Júnior era uma pessoa simples, apesar de muito culto tinha facilidade em se comunicar co0m gente menos letrada. Mesmo quando em idade avançada, era lúcido. Como todo poliglota, enxertava palavras de outras línguas, principalmente inglês e francês. Possuía acentuado sotaque português, estatura mediana, pele bem clara e olhos azuis.
O nome de Barros Júnior foi escolhido pela sua nora, Aparecida Mariano de Barros, para Patrono da Cadeira n.º 16 da Academia Jundiaiense de Letras, ora ocupada por ela.
Barros Júnior faleceu em Campinas, a 19 de setembro de 1969.
Aqui, um episódio pouco conhecido:
Ao ser enviado para Lisboa, o Real Colégio de Campolide só aceitava alunos de "sangue azul", mas o pai de Barros Júnior, tinha muito dinheiro e, pagando uma taxa mais elevada, conseguiu que o filho fosse aceito. Certa vez, a última Rainha de Portugal, D. Amélia de Orleães, fez uma visita ao colégio e houve o célebre beija-mão. Ao pequeno Barros Júnior, não foi permitido comparecer à cerimônia. Pela vidraça da janela, a Rainha viu aquele rapazinho triste, sozinho no pátio interno, uniformizado. O uniforme era uma farda escura e perguntou à pessoa mais próxima, quem era ele. Ao ser informada e qual o motivo de exclusão, mandou chamá-lo e o colocou no colo, acariciando-lhe a cabeça. Este fato, ao relembrá-lo, Barros Júnior sempre se comovia até às lágrimas.

## Obra publicada
- Série Caçando e Pescando Por Todo o Brasil

1. Primeira série - Brasil-Sul - 1945 (350 páginas)
2. Segunda Série - Mato Grosso Goiás – 1947 (408 páginas)
3. Terceira Série - Planalto Mineiro; o São Francisco; Bahia - 1949
4. Quarta Série - Norte; Nordeste; Marajó; Grandes Lagos; o Madeira; o Mamoré - 1950 (319 páginas)
5. Quinta Série - Purus e Acre - 1952 (273 páginas)
6. Sexta Série - Araguaia e Tocantins - 1952 (245 páginas)

- Tragédias Caboclas"  - 1955 (livro de contos, edições Melhoramentos, 153 páginas)

Publicou quatro livros infanto-juvenis:
- Três Garotos em Férias no Rio Tietê - 1951
- Três Escoteiros em Férias no Rio Paraná
- Três Escoteiros em Férias no Rio Paraguai
- Três Escoteiros em Férias no Rio Aquidauana

APRENDA A CAÇAR E PESCAR, co-autoria com Irineu Fabichak (E. Edart) - Fonte: http://www.academiajundiaienseletras.com.br/academicos/cd16/patrono.asp

## Curiosidades
- Sua neta, Carmen Sílvia de Barros Ramasco foi Miss São Paulo e Miss Brasil em 1967. Terminou em 6º. Lugar no Miss Universo 1967.